# 常盤橋 (広島市)
常盤橋（ときわばし）は、広島県広島市の京橋川に架かる道路橋。

## 概要
JR広島駅から市内中心部へ向かうときに渡る橋の1つ。
城北通り筋（広島県道37号広島三次線および広島県道84号東海田広島線）にかかる橋。西詰は市内中心部の白島にあたり、最寄に広島電鉄白島線の白島停留場がある。
上流にJR山陽新幹線および山陽本線の鉄橋があり、右岸護岸は東部河岸緑地が広がる。下流に縮景園、少し先に下ると被爆橋梁の栄橋がある。
正式表記は「常盤橋」であるが、#原爆戦災誌などの被爆資料や橋銘板では旧橋名の「常葉橋」が用いられているため、現在でも常葉橋のほうも多く使われている。また、市の資料などでは「常磐橋」も使われている。

## 歴史
藩政時代、防犯のため城下には架橋規制がしかれており、京橋川には上流にある神田橋と下流にある京橋のみであった。また当時、本川（現・旧太田川）分流点から下流にある猿猴川分流点までの京橋川は「神田川」と呼ばれていた。この位置には渡し場が設けられていた。
明治時代に入ると架橋規制は解かれ、1879年（明治12年）この地に木橋として架橋、「常葉橋」と名前が付いた。大正時代に入ると地元では「常盤橋」の名が使われるようになる。1911年（明治44年）に架け替えられたが、1923年（大正12年）6月洪水により破損した。
1928年（昭和3年）6月に水害により流出してしまったため、翌1929年（昭和4年）に鉄筋コンクリート桁橋として再架橋される。その後、西詰に広島市警防団白島分団本部が置かれるようになる。当初は鉄製高欄を用いていたが、太平洋戦争にはいると金属類回収令によりすべて軍事供出され、石製高欄に替えられた。
1945年（昭和20年）8月6日原爆被災(爆心地より約1.55km)。橋床のアスファルトが熱線により自然発火、石製高欄は川へ落ちたものの、落橋はしなかったため、避難者はここを渡って市内中心部から東へと逃げて行った。ただ、西詰の警防団本部にあったガソリンが炎上し猛火となったため、一時渡れないときもあった。
その後修理され使われていたが掛け替えが決定、1975年（昭和50年）に一部供用を開始、2年後に旧橋が全撤去され、1978年（昭和53年）に現在の形となった。

## 参考資料
- 四国五郎『広島百橋』春陽社出版、1975年。
- 被爆建造物調査研究会『被爆50周年 ヒロシマの被爆建造物は語る-未来への記録』広島平和記念資料館、1996年。
- 広島市『広島原爆戦災誌』（PDF）（改良版）、2005年（原著1971年）。オリジナルの2013年12月3日時点におけるアーカイブ。2014年3月13日閲覧。
- 松尾雅嗣、谷整二「広島原爆投下時の一時避難場所としての川と橋」（PDF）『広島平和科学』第29巻、広島大学、2007年、1頁-25頁、2014年3月13日閲覧。
- 戦前土木絵葉書ライブラリ - 土木学会図書館